# رينيه إميليو بونس
رينيه إميليو بونس (بالإسبانية: René Emilio Ponce)‏ هو سياسي سلفادوري، ولد في 27 أبريل 1947 في السلفادور، وتوفي في 2 مايو 2011 في سان سلفادور في السلفادور.